# Selección femenina de balonmano de Perú
La Selección femenina de balonmano del Perú es el equipo que representa a Perú en las competiciones internacionales de balonmano organizadas por la Federación Panamericana de Balonmano (PATHF), la Federación Internacional de Handball (IHF) y el Comité Olímpico Internacional (COI).

## Participacione
- Juegos Bolivarianos 2013 Trujillo: 6°[1]
- Juegos Bolivarianos 2017 Santa Marta: 5°[2]
- Challenge Trophy Junior 2012 Venezuela: 3°[3]

## Entrenador
- Mario Ramos Torres[4]